# Dolichopus marcrostigma
Dolichopus marcrostigma är en tvåvingeart som beskrevs av Stackelberg 1930. Dolichopus marcrostigma ingår i släktet Dolichopus och familjen styltflugor. Inga underarter finns listade i Catalogue of Life.